# Hugo Clason
Hugo Amadues August Clason (* 2. Juni 1865 in Stockholm; † 21. Januar 1935 in Solna) war ein schwedischer Segler.

## Erfolge
Hugo Clason, der Mitglied im Kungliga Svenska Segelsällskapet war, gewann bei den Olympischen Spielen 1912 in Stockholm in der 12-Meter-Klasse die Silbermedaille. Er war Crewmitglied der Erna Signe, die in beiden Wettfahrten der Regatta den zweiten Platz belegte und damit den Wettbewerb hinter dem norwegischen Boot Magda IX von Skipper Johan Anker und vor dem finnischen Boot Heatherbell von Skipper Ernst Krogius beendete. Zur Crew der Erna Signe gehörten außerdem Erik Lindqvist, Iwan Lamby, Hugo Sällström, Sigurd Kander, Folke Johnson, Dick Bergström, Kurt Bergström und Per Bergman. Skipper des Bootes war Nils Persson.